# Bernardo Larroudé
Bernardo Larroudé est une localité argentine située dans le département de Chapaleufú, dans la province de La Pampa.

## Histoire
La ville a été fondée par un des 120 000 émigrants béarnais en Argentine. Au niveau du tourisme, le lieu est connu par ses eaux thermales exploitées dans un complexe thermal entouré de motels au milieu d’un parc. Le Bayonnais Bernard Larroudé n’a jamais habité le lieu ; des colons blancs sont venus s’installer sur ces terres vierges avec l’arrivée du chemin de fer. Le nom de Larroude fut donné à la gare puis au village ; il remplaça celui de « Santa Elvira Estacion Bernardo Larroudé ».
Le chemin de fer arriva en 1901, les premiers colons vers 1903, une école fut construite en 1905 et le village fut officiellement créé en 1908. A cette époque les terres appartenaient à Alvear, futur président de la République argentine dont la mère s’appelait Elvira. Alvear fit une donation de 120 hectares pour y bâtir le village et répartir les terres en parcelles de culture de céréales et élevage pour les 500 colons récemment arrivés.

## Démographie
Elle compte 1 500 habitants (Indec, 2010), ce qui représente une augmentation de 2 % par rapport aux 1 469 habitants (Indec, 2001) du précédent recensement. Actuellement, Larroudé compte 1 500 habitants, principalement une population rurale (céréales et élevage) et ouvrière (industrie laitière).